# 透過率 (光学)

可視光と近赤外線についてのルビーの透過率。緑から青にかけて2つの幅広い吸光帯があり、694nm という波長にも狭い吸光帯がある。後者はルビーレーザーの波長である。

透過率（とうかりつ、英語: transmittance）または透過度（とうかど）とは、光学および分光法において、特定の波長の入射光が試料を通過する割合である。
{\displaystyle {\mathcal {T}}={I \over I_{0}}}
ここで、{\displaystyle I_{0}} は入射光の放射発散度、I は試料を通過した光の放射発散度である。試料の透過率は百分率で示すこともある。
透過率は吸光度 A と次の関係にある。
{\displaystyle A=-\log _{10}{\mathcal {T}}\ =-\log _{10}\left({I \over I_{0}}\right)}
ただし，透過率は表面における反射も含める（後に記す外部透過率）のに対し，吸光度は反射の影響を取り除いて吸収による透過率の減衰（後に記す内部透過率）のみを考えることが多い。
ランベルト・ベールの法則から、透過率は次のようにも表せる。
{\displaystyle {\mathcal {T}}=e^{-\alpha \,x}}
ここで {\displaystyle \alpha } は吸収係数、{\displaystyle x} は経路長である。
光学材料では、表面（界面）で光が反射されるため、素材自体の透過率のことを内部透過率、界面をふくめた全体の透過率を外部透過率と呼ぶ。